# Allotinus caesemius
Allotinus caesemius är en fjärilsart som beskrevs av Hans Fruhstorfer 1917. Allotinus caesemius ingår i släktet Allotinus, och familjen juvelvingar. Inga underarter finns listade i Catalogue of Life.